# Polyorchis montereyensis
Polyorchis montereyensis är en nässeldjursart som beskrevs av Tage Skogsberg 1948. Polyorchis montereyensis ingår i släktet Polyorchis och familjen Polyorchidae. Inga underarter finns listade i Catalogue of Life.